# Estany de la Portella d'Orlú
L'Estany de la Portella d'Orlú és un estany situat a 2.160,9 m alt del terme comunal de Font-rabiosa, a la comarca del Capcir, de la Catalunya del Nord.
Està situat a l'extrem nord-occidental del terme de Font-rabiosa, a ponent de les Bassetes i de l'Estany de la Portella, al sud dels Estanyols del Solà de la Portella i al sud-oest dels Estanyols del Solà de la Portella, a prop, a llevant i a sota de la Portella d'Orlú. En els mapes de l'IGN apareix, erròniament, en el lloc on es troba l'Estany de la Portella.